# Gravità indotta di Sakharov
Andrei Dmitrievich Sakharov ha proposto la teoria  della gravità indotta come un'alternativa alla teoria della gravità quantistica. In sostanza la sua idea è che non è necessario quantizzare il campo gravitazionale. Egli ha osservato che molti sistemi di materia condensata danno origine a fenomeni imprevisti che sono qualitativamente identici alla relatività generale. Ad esempio le imperfezioni di un cristallo possono somigliare ad una torsione. Secondo Sakharov questa non è una coincidenza.
La sua teoria ha preso inizio su uno sfondo di varietà pseudo-riemanniana arbitrario (in termini moderni possibilimente senza torsione) ed inserisce in esso  i campi quantistici (materia) ma nessuna dinamica gravitazionale in modo esplicito. Ciò dà origine ad un'azione effettiva che ad un ordine di un loop contiene l'azione di Einstein Hilbert con una costante cosmologica. In altre parole la relatività generale si presenta come una proprietà inaspettata dei campi di materia e non è introdotta artificialmente.